# معتمدية باجة الجنوبية
معتمدية باجة الجنوبية إحدى معتمديات الكبري لولاية باجة التابعة الجمهورية التونسية.